# Sommerhaus Von-der-Heydt

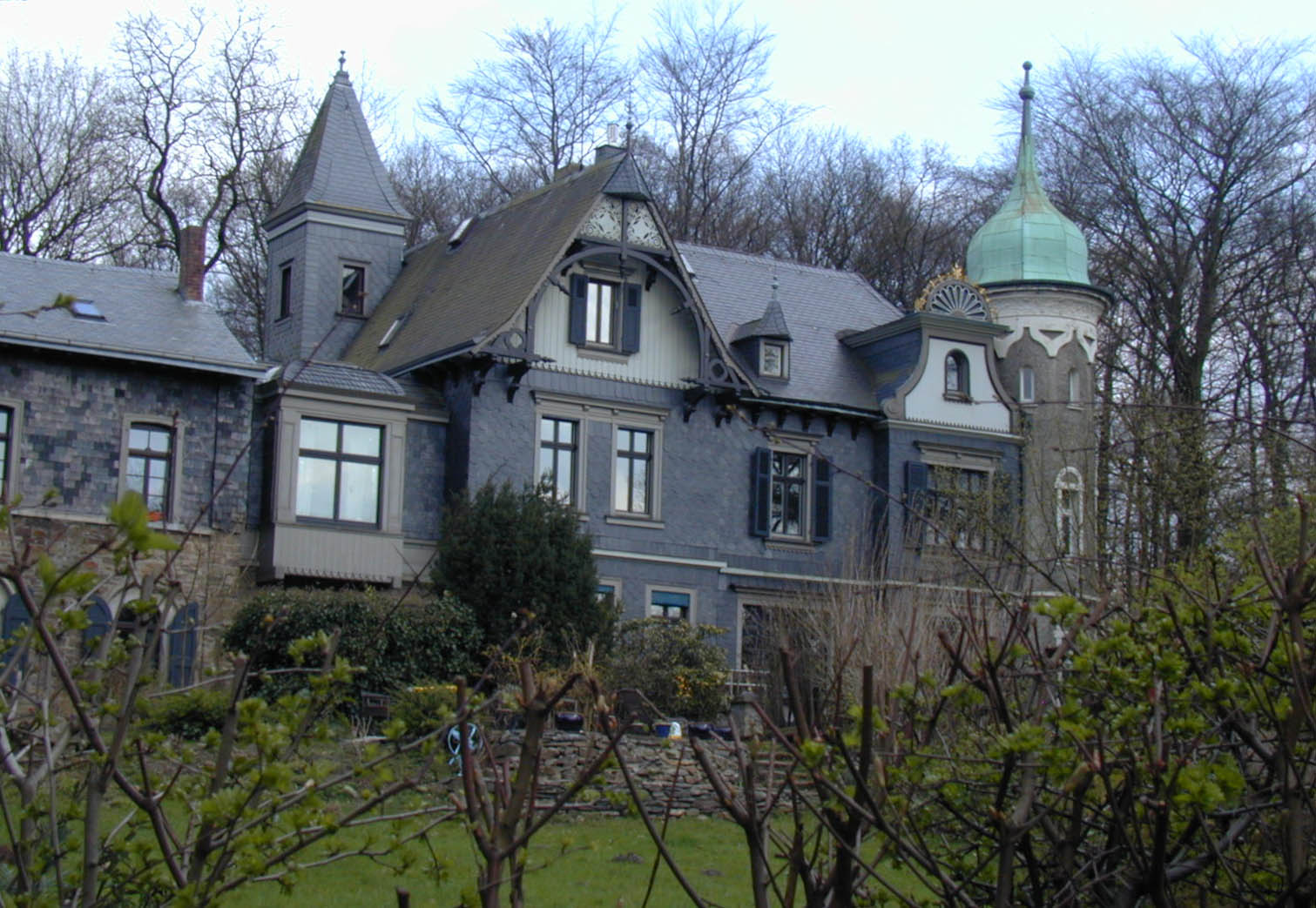
Sommerhaus Von-der-Heydt

Das Sommerhaus Von-der-Heydt ist eine erhaltene Villa, mit der Adresse „Auf der Königshöhe“, im heutigen Wuppertaler Stadtteil Elberfeld. Sie ist als Baudenkmal unter Schutz gestellt.

## Geschichte
August Freiherr von der Heydt (1851–1929) erwarb mit seiner Frau Selma von der Heydt (geborene Haarhaus) zwischen 1870 und 1880 das Vorderhaus, das damals freistehend zwischen Wiesen und Feldern auf der Königshöhe lag. 1885 ließ er das Bruchsteingebäude im typischen Stil der auslaufenden Gründerzeit als Sommerhaus ausbauen. Ein weiterer Anbau mit einem zweiten Turm, diesmal vom Jugendstil geprägt, erfolgte 1907. Das Bauwerk behielt trotz der Stilvielfalt mit eklektizistischen Elementen kombiniert mit bäuerlichen Motiven stets seine besondere Ausstrahlung. Angeschlossen an den herrschaftlichen Sommersitz war eine Ausflugsrestauration, die Ende des 19. Jahrhunderts und zu Beginn des 20. Jahrhunderts recht beliebt war. Die Königshöhe war umgeben von Waldflächen, die heute zum Staatsforst Burgholz gehören.
Im Besitz des Kunstmäzens von der Heydt befanden sich zahlreiche bedeutende Gemälde, diese hingen auch in dieser Villa. Heute sind sie ein Teil der Sammlung des Von der Heydt-Museums. Zahlreiche Künstler wie beispielsweise Friedrich von Schennis oder Rainer Maria Rilke waren öfter Gäste der Familie von der Heydt. Nachdem der Förderer Rilkes Karl von der Heydt 1922 gestorben war, wurden sein Haus am Mäuerchen und die Villa auf der Königshöhe im Jahr 1924 an die Stadt Elberfeld für 500 Goldmark verkauft. August und Selma von der Heydt zogen sich in ihre Villa in Godesberg zurück. Eduard von der Heydt lebte bereits in Amsterdam und Zandvoort.
Die Gaststätte wurde von 1921 bis in die 1950er Jahre von der Familie Diebel bewirtschaftet, bis sie mangels Nachfolger aufgaben. Nach langem Leerstand des Vorderhauses renovierten die Künstler Rolf Isken und Peter Baum den Sommerwohnsitz und richteten dort gemeinsam unter dem Namen „Verlag&Werkstatt Königshöhe“ 1978 eine offene Druck-Werkstatt für Radierung und Lithographie ein. Vorbild war das Künstlerhaus Bethanien in Berlin. Die Villa wurde schnell zum Kunst- und Kommunikationszentrum. Anfang der 1980er Jahre installierten sich im hinteren Hausteil die Künstler Udo Meyer und R.M.E. Streuf. Künstler wie Enric Rabasseda, Wolfgang Schmitz, Rudolf Schoofs, Jürgen Störr, Gerd Aretz, Wil Sensen und Anthony Canham frequentierten die Werkstatt zum Austausch und künstlerischen Gestalten. Des Weiteren fanden häufig und regelmäßig Ausstellungen statt. Etwa 1988 verkaufte die Stadt Wuppertal die Villa an R.M.E. Streuf. Am 21. August 1984 ist die Villa zusammen mit der Remise unter Baudenkmalschutz gestellt worden.